# Bulbophyllum maculatum
Bulbophyllum maculatum é uma espécie de orquídea (família Orchidaceae) pertencente ao gênero Bulbophyllum. Foi descrita por Andrés Náves em 1880.